# 동에콰토리아주

동에콰토리아 주의 위치

동에콰토리아주(영어: Eastern Equatoria)는 남수단을 구성하는 10개 주 가운데 하나로, 남수단 남동부에 위치한다. 주도는 토리트이며 인구는 225,872명(2006년 기준), 면적은 82,542km2이다.

## 같이 보기
- 에콰토리아 지방